# Chris McAlister

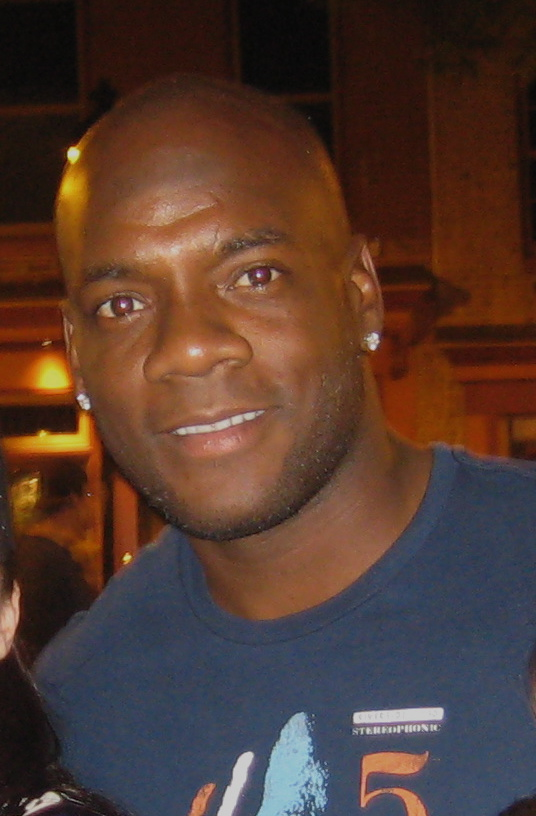
Imagem do ex-jogador de futebol americano estadunidense Chris McAlister.

Christopher James McAlister (14 de junho de 1977, Pasadena, Califórnia) é um ex-jogador profissional de futebol americano estadunidense que foi campeão da temporada de 2000 da National Football League jogando pelo Baltimore Ravens. Ele também atuou no New Orleans Saints.